# Millimeterpapir
Millimeterpapir er et stykke papir, der er trykt med fine typisk lyseblå, orange eller grå linjer, der udgør et regelmæssigt gitter, med 1 mm mellem linjerne. Hver femte linje er lidt tykkere, både lodret og vandret. Derved inddeles gitteret i terninger af 5x5mm, dette for at gøre tælling og opmåling af tegninger lettere. Det bruges til at tegne koordinatsystemer, matematiske funktioner, diagrammer, histogrammer, sumkurver, grafer og tekniske tegninger. Ved tekniske tegninger kan man nemt tegne i et andet målestoksforhold.
Det anvendes ofte i forbindelse med undervisning i matematik og teknik. Millimeterpapir fås både i løse ark og i blokke.
| Millimeterpapir |